# Camillo Placì
Camillo Placì (Specchia, 11 novembre 1956) è un allenatore di pallavolo e dirigente sportivo italiano.

## Carriera
La sua carriera da allenatore inizia come vice di Enrique Edelstein alla Pallavolo Falchi Ugento, nella Serie A1 1985-86. Dopo una stagione in Serie B diventa primo allenatore del VIS Calimera Lecce in Serie A2. In seguito, con il Volley Ruffano prima e con lo Stilcasa Volley Taviano poi, centra la doppia promozione dalla Serie C alla Serie B1. Dopo una stagione al Volley Cutrofiano allena per due anni le giovanili del Cuneo Volley Ball Club, prima di passare alcuni anni nelle categorie inferiori con Stilcasa Volley Taviano, Volley Corigliano e Pallavolo Pineto.
Riceve l'incarico di seguire le giovanili della Trentino Volley nel biennio 2004-05, mentre dalla stagione 2005-06 alla stagione 2008-09 è il secondo allenatore del Piemonte Volley. Parallelamente all'incarico a Cuneo, dal 2007 al 2008 è vice di Vladimir Alekno nella nazionale russa, mentre dal 2008 al 2010 assiste Silvano Prandi alla guida della nazionale bulgara, ottenendo la medaglia di bronzo alle Olimpiadi di Pechino, alla World League 2008 ed al campionato europeo 2009.
Dopo due annate alla Pallavolo Modena torna nel club cuneese, dove assume l'incarico di primo allenatore in seguito dell'esonero di Flavio Gulinelli avvenuto nel campionato 2011-12. Dal 2012 si occupa esclusivamente della nazionale bulgara, diventando primo allenatore l'anno successivo, dopo aver partecipato alle Olimpiadi di Londra 2012, in cui arriva quarto. Rassegna le dimissioni da questo incarico il 1º luglio 2014.
Nel gennaio del 2015 sottoscrive un contratto come direttore tecnico del Al-Jaish Sport Club, società militante nel massimo campionato qatariota, mentre a marzo diventa vice di Nikola Grbić nella nazionale maschile della Serbia. Con il club qatariota conquista la medaglia di bronzo sia nel campionato nazionale che nel campionato degli Stati arabi, mentre con la nazionale serba ottiene la medaglia d'argento alla World League 2015.
Nel luglio 2015 viene nominato primo allenatore della Top Volley di Latina per la stagione 2015-2016. Inizia la stagione 2016-17 sulla panchina della formazione turca dell'Halk Bankası Spor Kulübü ma viene sollevato dall'incarico nel dicembre 2016. Nel febbraio 2017 subentra alla guida del Volejbol'nyj klub Fakel in Superliga russa, conquistando la Challenge Cup 2016-17, la medaglia d'argento nella Coppa di Siberia e quella di bronzo al Campionato mondiale per club 2018.
Nell'anno 2021-2022 viene ingaggiato dall'Hebar Pazardzhik e nello stesso anno vince la Supercoppa bulgara, la Coppa di Bulgaria 2021-22 e la Superliga 2021-22 senza perdere neanche una partita. L'anno successivo rivince la Coppa di Bulgaria sconfiggendo al tie break il Deya Volley Burgas.
Nell'annata 2024-25 è ingaggiato della Saturnia Acicastello, in Serie A2: tuttavia nel mese di dicembre 2024 si dimette dalla carica di allenatore.

## Palmarès

### Club
- Coppa Italia: 1

2005-06
- Challenge Cup: 1

2016-17
- Campionato bulgaro: 1

2021-2022
- Coppa di Bulgaria: 2

2021-2022, 2022-2023
- Supercoppa bulgara: 1

2021